# 武進区
武進区（ぶしん-く）は中華人民共和国江蘇省の常州市に位置する市轄区。2015年4月28日に旧戚墅堰区と旧武進区の一部を併せて再設置した区である。

## 行政区画
- 街道：戚墅堰街道、丁堰街道、潞城街道、南夏墅街道、西湖街道
- 鎮：湖塘鎮、牛塘鎮、洛陽鎮、遥観鎮、横林鎮、横山橋鎮、雪堰鎮、前黄鎮、礼嘉鎮、嘉沢鎮、湟里鎮

## 出身者
- 瞿秋白 - 中華民国初期の革命家。中国共産党の初期最高指導者の1人。